# Tóth Géza (radiokémikus)
Tóth Géza (Szekszárd, 1930. november 24. – Budapest, 2005. december 31.) magyar radiokémikus. Felesége Juhász Katalin vegyész, olimpiai bajnok tőrvívó.

## Pályája
1941-1949: A debreceni piarista gimnáziumban tanult és ott is érettségizett. 1949–1953: Debreceni Kossuth Lajos Tudományegyetem Természettudományi Kar, vegyész szak. 1953– Imre Lajos tanszékén tanársegéd. 1957: az 1956 utáni megtorlások miatt a tanszék más tanársegédjeivel együtt távoznia kellett. 1958: Pesten az MTA Központi Fizikai Kutatóintézetében, a Magkémiai osztályon dolgozott. 1958: egyetemi doktor. 1964: MTA Izotópkutató Intézet, szervetlen kémiai osztály. 1968: kandidátus. 1979–1993: osztályvezető, Radiofarmakon osztály. A Budapesti Műszaki és Gazdaságtudományi Egyetemen, a Vegyészmérnöki karon, a Kémiai Technológia Tanszéken volt félállású adjunktus több évtizedig. Sokáig a Magyar Tudományos Akadémia Radiokémiai Bizottságának titkára volt. Ebben az időszakban a bizottság elnöke Schay Géza volt. 1993: nyugállományba vonult.

## Díjak
- 1988: Akadémiai Díj (VII. o.)